# Octavia (banda)
OCTAVIA es una banda de rock/pop boliviana, su música adopta distintos lenguajes del rock como el alternativo, clásico y latino, los matiza con ritmos nativos folkloricos andinos; logra reflejar la mezcla de culturas que se vive en Bolivia, considerada como una de las bandas de rock más importantes del país.

## Historia
La banda fue fundada en 1988. Antes conocida como CODA-3, adquirió el nombre de Octavia en 1996 y desde entonces se ha mantenido activa. Su sonido se caracteriza por la mezcla de instrumentos nativos bolivianos, y sonoridades más propias del rock y del pop. Sus integrantes son: Omar Gonzales (voz), Simón Luján (guitarra), Vladimir Pérez (bajo) y Martín Fox (batería).
La revista Vice ha afirmado que Octavia es la banda con más trayectoria del rock boliviano, una afirmación que se considera cierta por los mismos bolivianos. Con más de 30 años de carrera, la banda paceña ha recibido numerosos reconocimientos de gobiernos municipales, gobiernos departamentales y del mismo Congreso Nacional de Bolivia.

## Discografía

### Como CODA-3
- "Dia Tras Día" - 1990 - Pro Audio SRL
- "Verdades Inéditas" - 1992 - Discolandia MCB
- "2387" - 1994 - Discolandia MCB
- "Para Salir Del Molde - Acústico" - 1995 - Discolandia MCB
- "Coda 3 1990-1995 (Compilación)" - 2004 - Discolandia MCB

### Como Octavia
- "Aura" - 1996 (Platinum) - Sony Music
- "Ciclos" - 1998 (Gold) - Sony Music
- "Octavia Acústico"  - 2001 (Gold) - Sony Music
- "4" - 2002 (Gold) - Sony Music
- "Octavia Al Aire Libre" - 2003 - Dedos Records
- "Talisman (Versión En Español)" - 2004 - Flagstone Records
- "Talisman (English Version)" - 2004 - Flagstone Records
- "Masterplan EP" - 2006 - Flagstone Records
- "Medular" - 2009 - Dedos Records
- "Superluz" - 2014 - Dedos Records
- "8via Sinfonia" - 2018 - Dedos Records
- "La Teoría del Pistolero Solitario" - 2020 - Musi Tech Records
- "El Origen del Caos" - 2023 - Autoproducido

## Videos
- Verdades Inéditas
- Después de ti
- Ven
- Si mañana
- Ajayu
- Redención
- Discolipstick
- La Noche
- Phutu & Bass
- Ripiados
- Aterrizame
- Lentamente
- Sintonizate
- Vengo Por Ti  (Ft. Rubén Albarrán)
- Caída Libre
- Sólo el Amor

## Premios y nominaciones

### Bolivia Music Awards
| Año  | Categoría                        | Trabajo      | Resultado | Ref.  |
| ---- | -------------------------------- | ------------ | --------- | ----- |
| 2021 | Mejor Grupo Rock                 | Ellos mismos | Ganador   | [ 7 ] |
| 2023 | Mejor Colaboración Internacional | Él mismo     | Nominado  | [ 8 ] |
| 2023 | Mejor artista Rock               | Ellos mismos | Ganador   | [ 8 ] |